# Night on Earth
Night on Earth è la colonna sonora del film Night on Earth di Jim Jarmusch, scritta dal cantautore statunitense Tom Waits.

## Tracce
Tutte le canzoni, eccetto dove indicato, sono state scritte da Tom Waits
1. Back in the Good Old World - 2:30 - (Waits/Kathleen Brennan)
2. Los Angeles Mood - 2:35 - (Strumentale)
3. Los Angeles Theme - 4:28 - (Strumentale)
4. New York Theme - 4:03 - (Strumentale)
5. New York Mood - 2:38 - (Strumentale)
6. Baby I'm Not a Baby Anymore - 1:58 - (Strumentale)
7. Good Old World (Waltz) - 2:46
8. Carnival - 3:05 - (Strumentale)
9. On the Other Side of the World - 5:19 - (Waits/Brennan)
10. Good Old World (Gypsy Instrumental) - 2:19
11. Paris Mood - 2:38 - (Strumentale)
12. Dragging a Dead Priest - 4:00 - (Strumentale)
13. Helsinki Mood - 4:10 - (Strumentale)
14. Carnival Bob's Confession - 2:17 - (Strumentale)
15. Good Old World (Waltz) - 3:56 - (Waits/Brennan)
16. On the Other Side of the World - 3:59 - (Strumentale)